# Histoires d'extraterrestres
Histoires d'extraterrestres est le premier volume de la première série de La Grande Anthologie de la science-fiction, paru en 1974.
Préfacé par Demètre Ioakimidis, l'ouvrage réunit seize nouvelles parues entre 1938 et 1958 (c'est-à-dire représentatives de « l'âge d'or de la science-fiction »).

## Publications
- Demètre Ioakimidis (dir.), Histoires d'extraterrestres, Le Livre de poche no 3763, 1974 (rééd. 1984), 414 p., 11 x 16,7 cm  (ISBN 2-253-00060-4), avec une couverture de Pierre Faucheux (1974) puis de Manchu (1984).
- Une anthologie réduite a été rééditée en 1997 contenant les nouvelles 1, 5, 6, 7, 8 et 15 : Gérard Klein (dir.), Histoires d'extraterrestres - Les maîtres de la science-fiction, Le Livre de poche no 7196, Paris, 1997, 128 p., 11 x 18 cm  (ISBN 2-253-07196-X)[1]

## Extrait de la préface
« (…) Ce thème du contact avec les extraterrestres — sur leur planète d'origine ou sur la Terre — est inévitablement lié à l'idée de la pluralité des mondes habités, et cette idée est bien antérieure à la science-fiction. (…)

Le trait le plus notable des extraterrestres est leur diversité, et cette diversité oppose très nettement les créatures des récits récents à celles imaginées par les auteurs plus anciens. En un sens, elle reflète des questions que l'homme se pose sur lui-même, sur ses relations avec la science, sur ses liens avec le cosmos.
Ces interrogations sont peut-être à l'origine d'une classe particulière d'extraterrestres, dont l'apparition a été relativement tardive dans les récits : les Visiteurs cachés, ceux dont le passage parmi nous reste ignoré de la majorité, voire de la totalité des Terriens. Espions, naufragés de l'espace, protecteurs bienveillants, simples touristes, les extraterrestres de ce groupe se distinguent des précédents par un trait important : ils ne modifient nullement l'histoire humaine telle que nous la déchiffrons, et ils peuvent donc très bien apparaître dans notre présent, ou même dans le passé. (…)

Qu'ils tentent de conquérir notre Terre, qu'ils désirent civiliser ses barbares habitants, ou qu'ils restent dédaigneusement indifférents à nos tentatives de rapprochement, les extraterrestres forment une faune dont la physiologie et le comportement sont intéressants, changeants et révélateurs. Ils sont souvent des ectoplasmes de nos préoccupations.  »
— Extraits de la préface, p. 13, 17 et 18

## Nouvelles

### La Soucoupe de solitude
- Nouvelle de Theodore Sturgeon, initialement parue dans Galaxy Science Fiction no 27, février 1953.
- Situation dans le recueil : p. 19 à 39.

### La Sangsue
- Remarque : La nouvelle ne doit pas être confondue avec La Sangsue, une nouvelle de Robert Silverberg.
- Nouvelle de Robert Sheckley, traduite en français par Frank Straschitz, initialement parue dans Galaxy Science Fiction no 25, décembre 1952.
- Situation dans le recueil : p. 41 à 65.

### Impulsion
- Nouvelle d'Eric Frank Russell, initialement parue dans Astounding Science Fiction no 94, septembre 1938.
- Situation dans le recueil : p. 67 à 84.

### L'Autre Côté
- Nouvelle de Walter Kubilius, initialement parue dans Super Science Stories, avril 1951.
- Situation dans le recueil : p. 85 à 107.

### Un coup à la porte
- Nouvelle de Fredric Brown, initialement parue dans Thrilling Wonder Stories, décembre 1948, parue aussi dans le recueil Une étoile m'a dit publié en décembre 1951.
- Situation dans le recueil : p. 109 à 123.

### Couvée Astrale
- Nouvelle humoristique de Bill Brown [2], initialement parue dans A The Magazine of Fantasy & Science Fiction no 4, automne 1950.
- Situation dans le recueil : p. 125 à 137.

### Courrier interplanétaire
- Nouvelle de Richard Matheson, initialement parue dans The Magazine of Fantasy & Science Fiction no 13, avril 1952.
- Situation dans le recueil : p. 139 à 152.

### L'Hypnoglyphe
- Nouvelle de John Anthony, initialement parue dans The Magazine of Fantasy & Science Fiction no 26, juillet 1953.
- Situation dans le recueil : p. 153 à 168.

### Seul en son genre?
- Nouvelle de Chad Oliver, initialement parue dans Star Science Fiction Stories no 3, 1954.
- Situation dans le recueil : p. 169 à 189.

### Formule en blanc
- Nouvelle d’Arthur Sellings, initialement parue dans Galaxy Science Fiction no 91, juillet 1958.
- Situation dans le recueil : p. 191 à 213.

### L'Étrange Cas de John Kingman
- Nouvelle de Murray Leinster, initialement parue dans Astounding Science Fiction no 210, mai 1948.
- Situation dans le recueil : p. 215 à 240.
- Intrigue : un jeune psychiatre découvre un patient étrange hospitalisé dans le centre hospitalier spécialisé. Or ce patient, qui paraît âgé entre 40 et 60 ans, est présent dans l'établissement depuis très longtemps. En fait, il y est présent depuis 1786 !

### Une date à retenir
- Nouvelle de William F. Temple, initialement parue dans Thrilling Wonder Stories, août 1949.
- Situation dans le recueil : p. 241 à 262.

### Cher Démon
- Nouvelle de Eric Frank Russell, initialement parue dans Other Worlds Science Stories, mai 1950.
- Situation dans le recueil : p. 263 à 317.
- Intrigue : sur une Terre post-apocalyptique, un extraterrestre martien aide les humains survivants à retrouver espoir dans le futur.

### L'Étranger
- Titre en anglais : The Fellow who Married the Maxill Girl.
- Nouvelle de Ward Moore, initialement parue dans The Magazine of Fantasy & Science Fiction no 105, février 1950.
- Situation dans le recueil : p. 319 à 356.

### Aimables Vautours
- Nouvelle d’Isaac Asimov, initialement parue dans Super Science Fiction, décembre 1957. La nouvelle est parue pour la première fois en français dans le recueil L'avenir commence demain (1978).
- Situation dans le recueil : p. 357 à 381.

### Des personnes déplacées
- Nouvelle de Jack Finney, initialement parue dans Good Housekeeping, mars 1955.
- Situation dans le recueil : p. 383 à 407.

### Dictionnaire des auteurs
- Pages 409 à 414.